# Maria Gorecka

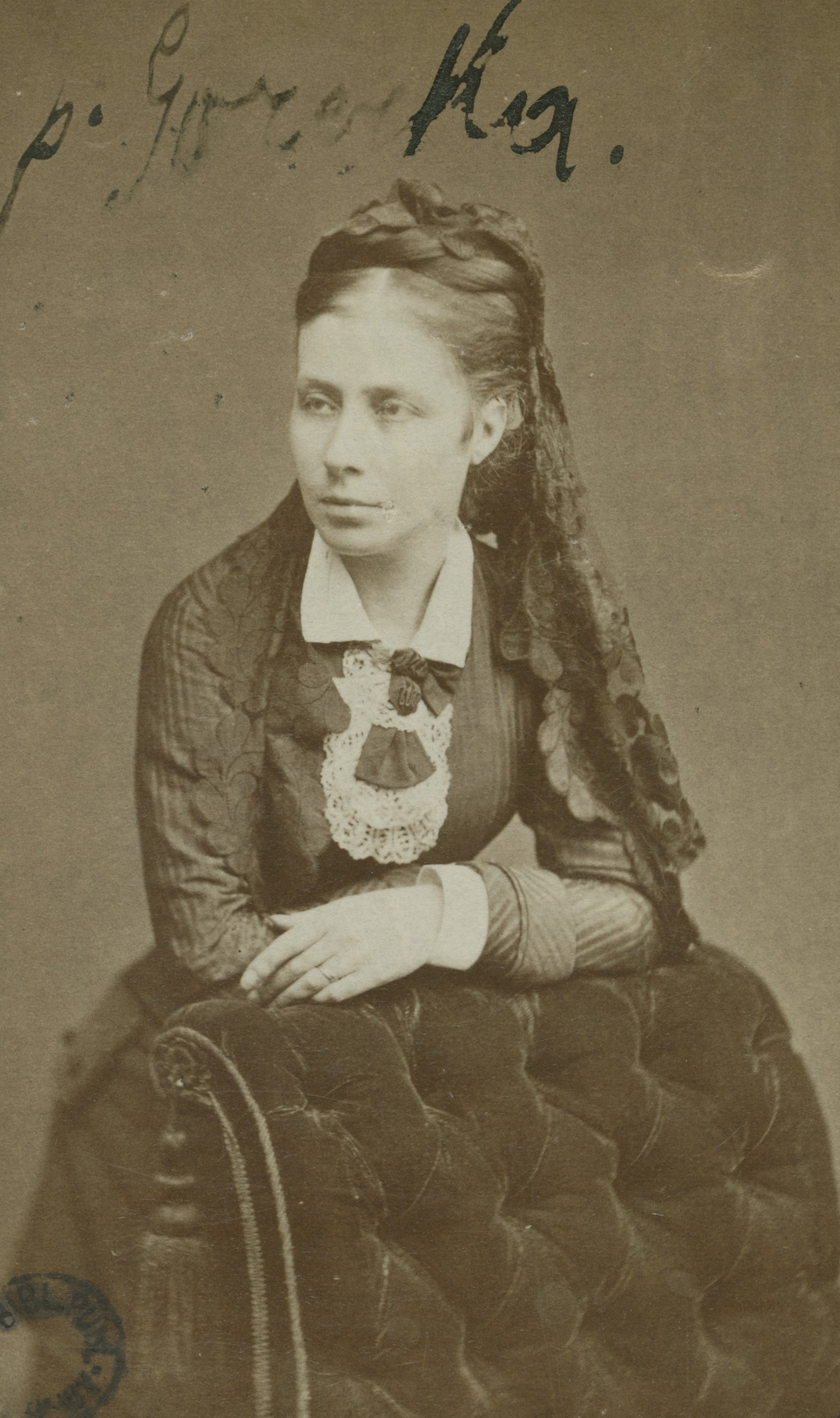
Maria Gorecka.

Maria Helena Julia Gorecka, född den 7 september 1835 i Paris, död där den 26 november 1922, var en polsk skriftställare.
Maria Gorecka var dotter till skalden Adam Mickiewicz och gift med Tadeusz Gorecki, en son till poeten Antoni Gorecki. Hon författade memoarer om sin barndomstid, som lämnar bidrag till den polske nationalskaldens biografi: Wspomnienia o Adamie Mickiewicza (1875; ny upplaga 1889).